# Leierloch
Das Naturschutzgebiet Leierloch liegt im Landkreis Sonneberg in Thüringen. Es erstreckt sich westlich der Kernstadt von Steinach. Südlich des Gebietes verläuft die Landesstraße L 2657 und erstreckt sich das 114,2 ha große Naturschutzgebiet Röthengrund, östlich verläuft die L 1148.

## Bedeutung
Das 31 ha große Gebiet mit der NSG-Nr. 120 wurde im Jahr 1961 unter Naturschutz gestellt. 